# Takeshi Hamada (Fußballspieler)
Takeshi Hamada (japanisch 濱田 武 Hamada Takeshi; * 21. Dezember 1982 in der Präfektur Osaka) ist ein ehemaliger japanischer Fußballspieler.

## Karriere
Hamada erlernte das Fußballspielen in der Jugendmannschaft von Cerezo Osaka. Seinen ersten Vertrag unterschrieb er 2001 bei den Cerezo Osaka. Der Verein spielte in der höchsten Liga des Landes, der J1 League. 2001 erreichte er das Finale des Kaiserpokal. Am Ende der Saison 2001 stieg der Verein in die J2 League ab. 2002 wurde er mit dem Verein Vizemeister der J2 League und stieg wieder in die J1 League auf. 2003 erreichte er das Finale des Kaiserpokal. Für den Verein absolvierte er 46 Ligaspiele. 2005 wurde er an den Zweitligisten Sagan Tosu ausgeliehen. Für den Verein absolvierte er 53 Ligaspiele. 2007 kehrte er zum Ligakonkurrenten Cerezo Osaka zurück. 2009 wurde er mit dem Verein Vizemeister der J2 League. Für den Verein absolvierte er 89 Ligaspiele. 2010 wechselte er zum Ligakonkurrenten Tokushima Vortis. Am Ende der Saison 2013 stieg der Verein in die J1 League auf. Am Ende der Saison 2014 stieg der Verein in die J2 League ab. Für den Verein absolvierte er 216 Ligaspiele. Ende 2017 beendete er seine Karriere als Fußballspieler.

## Erfolge
Cerezo Osaka
- Kaiserpokal

Finalist: 2001, 2003